# Frichs

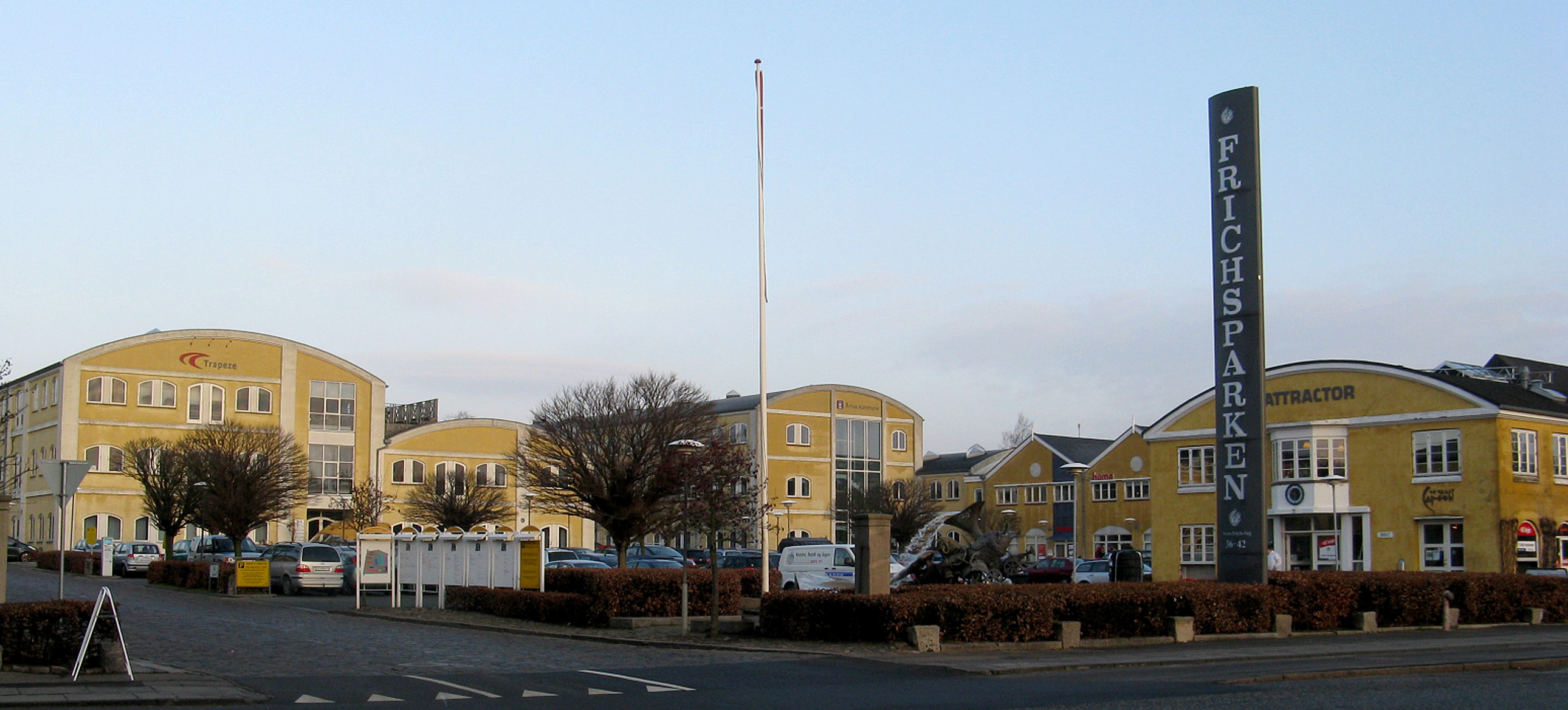
Maschinenfabrik Frichs

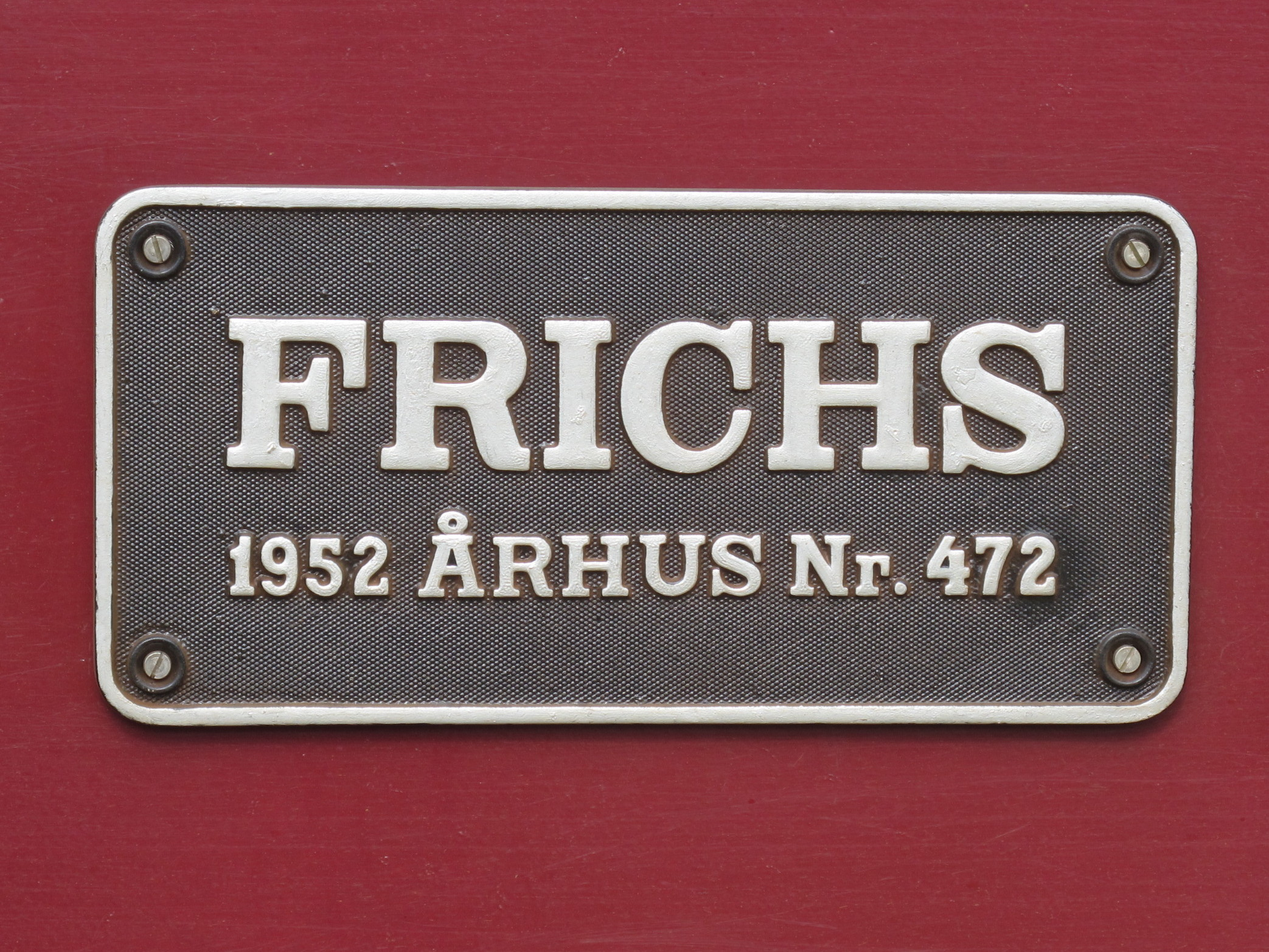
Fabrikschild an Lok VLTJ ML12

Die Maschinenfabrik Frichs Maskinfabrik og Kedelsmedie A/S im Stadtteil Åbyhøj der dänischen Stadt Aarhus bestand von 1854 bis 1979. Das Unternehmen war die einzige große Lokomotivfabrik in Dänemark und über Jahrzehnte der Hauptlieferant der Dänischen Staatsbahnen (DSB).

## Geschichte
1854 wurde Frichs von Søren Frich (1827–1902) in Aarhus mit 25 Mitarbeitern gegründet. In der Anfangszeit stellte Frichs Produkte für Landwirtschaft und Baugewerbe her. Später kamen Ausrüstungen für Brauereien und Molkereien dazu. Erste Produkte für die Eisenbahn waren Weichen, Drehscheiben und Bekohlungsanlagen.
Die erste Dampfmaschine wurde etwa 1855 hergestellt. Um etwa 1870 versuchte das Unternehmen, Schiffsdampfmaschinen zu entwickeln, was aber fehlschlug.

## Søren Frichs Efterfølgere
Søren Frich verkaufte 1885 seine Firma, die zu diesem Zeitpunkt etwa 150 Mitarbeiter hatte. Die neuen Besitzer führten die Fabrik unter dem Namen Søren Frichs Efterfølger weiter. Zur Jahrhundertwende war Frichs der bedeutendste Dampfmaschinenhersteller in Dänemark. Um mehr Platz für Werkserweiterungen zu haben, wurde der alte Standort aufgegeben, und man bezog ein neues Areal im Aarhuser Vorort Åbyhøj. 1912 war der Umzug vollzogen und die alten Werkshallen waren abgebrochen. Nun hatte die Firma einen Gleisanschluss, der bis dahin gefehlt hatte.

## A/S Frichs Maskinfabrik og Kedelsmedie
1912 wurde das Unternehmen in eine Aktieselskab (A/S) umgewandelt (A/S Frichs Maskinfabrik og Kedelsmedie oder A/S Frichs).
Die Firmengruppe baut heute vor allem Motoren und Turbinen. Firmenstandort ist Horsens. Am ehemaligen Standort in  Aarhus mit den noch teilweise erhaltenen Gebäuden befindet sich heute das Gewerbegebiet "Frichsparken" ⊙.